# USS Massachusetts (BB-2)
USS Massachusetts (BB-2) byl americký predreadnought, který byl postaven v loděnici William Cramps & Sons v Pensylvánii. Byla to druhá a zároveň poslední jednotka třídy Indiana.

## Technické specifikace

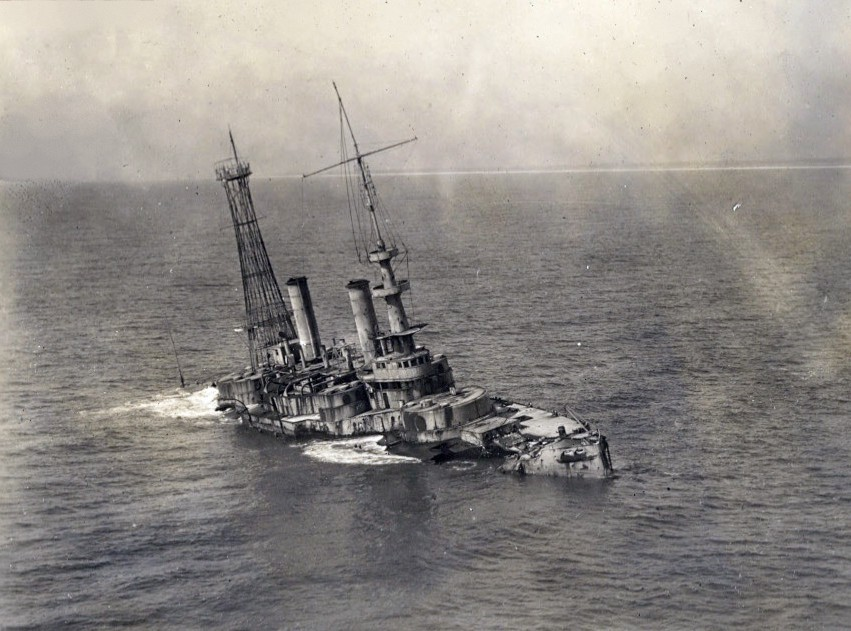
USS Massachusetts při potápění

Massachusetts na délku měřila 107 m a na šířku 21,1 m. Ponor lodi dosahoval hloubky 8,2 m a při standardním výtlaku loď vytlačila více než 10 000 t vody. O pohon lodi se staraly čtyři kotle Scotch. Posádku lodi tvořilo 473 námořníků a Massachusetts mohla plout rychlostí až 28 km/h.

## Výzbroj
Nejsilnějšími zbraněmi na lodi byly čtyři 330mm děla, které byly umístěny do dvou střeleckých věží s 380mm pancířem. Druhými nejsilnějšími zbraněmi na lodi byly čtyři dvojitá 203mm děla a třetími nejsilnějšími palnými zbraněmi na lodi byly čtyři 152mm kanóny, které byly v roce 1908 z lodě odstraněny. Dále loď disponovala dvanácti 76mm kanóny, dvaceti 57mm kanóny QF 6-pounder, šesti 37mm automatickými kanóny QF 1-pounder a čtyřmi torpédomety pro 457mm torpéda.